# Tiu
Tiu az ókori Egyiptom protodinasztikus korának királya volt, aki a Nílus deltavidékén uralkodott a 0. dinasztiával egy időben. Neve a palermói kő királylistáján és néhány alsó-egyiptomi feliraton  szerepel. Uralkodásával összefüggő tárgyi lelet eddig nem került elő. Nevének jelentése Ludwig David Morenz szerint: „az eltipró” vagy „képmás”.

## Fordítás
- Ez a szócikk részben vagy egészben  a   Tiu (König) című német Wikipédia-szócikk ezen változatának fordításán alapul.  Az eredeti cikk szerkesztőit annak laptörténete sorolja fel. Ez a jelzés csupán a megfogalmazás eredetét és a szerzői jogokat jelzi, nem szolgál a cikkben szereplő információk forrásmegjelöléseként.
- Ez a szócikk részben vagy egészben  a   Tiu (pharaoh) című angol Wikipédia-szócikk fordításán alapul.  Az eredeti cikk szerkesztőit annak laptörténete sorolja fel. Ez a jelzés csupán a megfogalmazás eredetét és a szerzői jogokat jelzi, nem szolgál a cikkben szereplő információk forrásmegjelöléseként.